# 1. Landungs-Division
Die 1. Landungs-Division war ein militärischer Großverband der deutschen Kriegsmarine im Zweiten Weltkrieg.

## Geschichte
Die Division wurde Ende 1942 unter der Bezeichnung 1. Landungs-Lehr-Division aufgestellt. Sie wurde dem Admiral der Seebefehlsstellen unterstellt.
Die Umbenennung der Division in 1. Landungs-Division, auch als 1. Landungs-Division Ostsee bezeichnet, erfolgte im Herbst 1943. Mit Beginn der alliierten Invasion wurde die 11. Landungsflottille der Division mit Übersetzaufgaben im Bereich der Seine betraut. Sie übernahm auch die Versorgung, Verstärkung und den Rücktransport der 15. Armee. Die 12. Landungsflottille und 17. Landungsflottille führten Ausbildungen im Seegebiet vor Belgien und in der westlichen Ostsee um Swinemünde aus. Nach der deutschen Niederlage in der Normandie und der Räumung Frankreichs wurde die Division im November 1944 aufgelöst. Die Flottillen waren bereits im Oktober 1944 in die Ostsee der 10. Sicherungs-Division zugeführt worden.

## Gliederung
Folgende Einheiten waren der Division zugeordnet:
- 11. Landungsflottille
- 12. Landungsflottille
- 17. Landungsflottille
- Marineausbildungsabteilung Amsterdam
- Artillerie- und Flak-Abteilung-Kompanie Harderwijk

## Kommandeure
| Dienstzeit                     | Dienstgrad       | Name                      |
| ------------------------------ | ---------------- | ------------------------- |
| Dezember 1942 bis Mai 1943     | Kapitän zur See  | Johannes Rieve            |
| Mai 1943 bis Oktober 1943      | Fregattenkapitän | Hans Bess (in Vertretung) |
| Oktober 1943 bis November 1944 | Kapitän zur See  | Johannes Rieve            |